# Hiroki Sasaki
Hiroki Sasaki (japanisch 佐々木 宏樹 Sasaki Hiroki; * 17. Juli 1993 in Ichikawa) ist ein japanischer Fußballspieler.

## Karriere
Hiroki Sasaki erlernte das Fußballspielen in der Jugendmannschaft von Kashiwa Reysol und der Universitätsmannschaft der Toin University of Yokohama. Seinen ersten Vertrag unterschrieb er 2016 beim Fujieda MYFC. Der Verein aus Fujieda spielte in der dritthöchsten Liga des Landes, der J3 League. 2017 wechselte er zum Regionalligisten FC Kariya nach Kariya. In seiner ersten Saison wurde er mit dem Verein Vizemeister der Tōkai Adult Soccer League. 2018, 2019 und 2020 belegte man den ersten Platz. Ende der Saison stieg er mit dem Verein in die vierte Liga auf.

## Erfolge
FC Kariya
- Tōkai Adult Soccer League: 2018, 2019, 2020